# Ерч, Симона
Симо́на Луна Ловиса Сёдерлунд Ерч (швед. Simone Luna Louise Söderlund Giertz; [jæʈʂ]; род. 1 ноября 1990 года, Стокгольм, Швеция) — шведская изобретательница, блогер, телевизионная и YouTube личность.

## Биография
Симона Ерч родилась в Стокгольме в Швеции. Она дочь известной телеведущей Каролины Ерч (швед. Caroline Giertz). Симона описывает свою мать как «охотницу за привидениями» из-за её работы над паранормальным реалити-шоу «Неизвестное» (Det okända). Ерч также является потомком основателя корпорации Ericsson Ларса Магнуса Эрикссона.
Искусственным интеллектом девочка-вундеркинд начала увлекаться с восьми лет. В 2013 году Симона нашла набор начинающего робототехника и с тех пор с головой окунулась в программирование и инженерное дело. Цель Симоны — рассказать и показать миру, что электронные устройства могут быть совершенно не скучными, а наоборот — очень даже интересными и забавными.
В возрасте 16 лет Ерч провела год в Китае в качестве студента по обмену. За это время девушка освоила на базовом уровне китайский язык, а ещё приняла участие в китайском ситкоме под названием Huan Xi Long Xia Dang (кит. 欢喜龙虾档, «Счастливый ресторан с омарами»), где сыграла Кэтрин, американскую девушку, которая вышла замуж за китайца.
Ерч также изучала физику в Королевском технологическом институте в Стокгольме. Она всегда мечтала стать учёным, но на первом курсе поняла, что это не её. Таким образом, проучившись всего год, она бросила учёбу. Симона стала самоучкой и утверждает, что разобралась в электронике самостоятельно. Она стала создавать необычных роботов и снимать видео для своего блога.
30 апреля 2018 года Симона сообщила на своем ютуб-канале, что у неё диагностировали доброкачественную опухоль мозга.

## Карьера
Ерч вспоминает, что была вдохновлена в детстве мультипликационным персонажем «Винт Разболтайло», который в дальнейшем стал стимулом для её изобретений и исследований в области инженерно-технической деятельности и компьютерного программирования. В 2013 году она запустила свой канал в YouTube, где с юмором продемонстрировала, как найти решение для автоматизации повседневных задач.
С ростом международной популярности Ерч получила прозвище «Королева дурацких роботов» и стала участвовать в различных телевизионных программах, а также давать интервью в средствах массовой информации по всему миру. В апреле 2018 года её канал на YouTube насчитывает 963,200 подписчиков. Среди самых известных творений Симоны — «машина для завтрака», «машина аплодисментов» и «машина пробуждения», которая благодаря серии пощёчин помогает не проспать утром.
В 2016 году Ерч начала работу с проектом Адама Сэвиджа Tested.com в Сан-Франциско. В 2017 году она стала вести телепрограмму «Manick» на TV6 вместе с комиком Ниссе Халлбергом (Nisse Hallberg). Основная идея шоу заключается в том, что ведущие придумывают забавные творческие решения повседневных проблем.
В июне 2020 года Ерч озвучила персонаж робота CGO в анимационной антологии «Время приключений: Далёкие земли» (Adventure Time: Distant Lands).